# Port lotniczy Bauchi
Port lotniczy Bauchi (IATA: BCU, ICAO: DNBA) – port lotniczy położony w Bauchi, w stanie Bauchi, w Nigerii. 